# 聖哈維爾縣 (聖大非省)

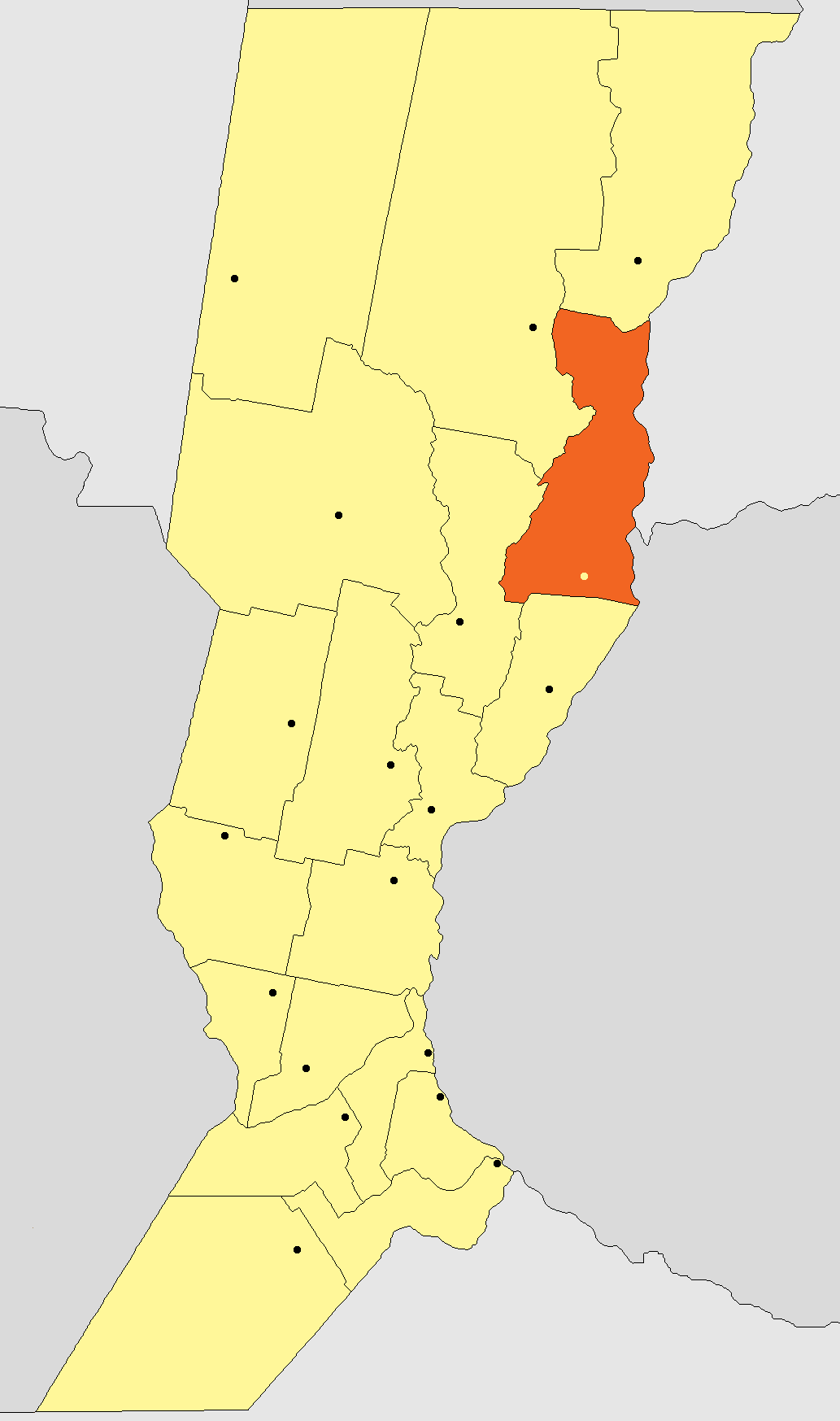

30°35′S 59°57′W / 30.583°S 59.950°W
聖哈維爾縣（西班牙語：Departamento San Javier），是阿根廷的縣份，位於該國東北部聖大非省，首府設於聖哈維爾，東面是巴拉那河，面積6,929平方公里，2010年人口30,959，人口密度每平方公里4.47人。